# Boxeuropameisterschaften 1979
Die 24. Herren-Boxeuropameisterschaften der Amateure 1979 wurden vom 5. bis zum 12. Mai 1979 in Köln in Deutschland ausgetragen. Mit der Einführung des Superschwergewichts, wurden erstmals in zwölf Gewichtsklassen die Meister ermittelt. Die Boxer der Sowjetunion gewannen davon alleine sieben Gewichtsklassen und waren damit die erfolgreichste Nation dieser Meisterschaft. Mit Jewgeni Gorstkow konnte nur ein Boxer seinen EM-Titel aus dem Jahr 1977 erfolgreich verteidigen. Henryk Średnicki kam diesmal eine Gewichtsklasse höher zu Titelehren.

## Ergebnisse
| Klasse                          | Gold                          | Silber                            | Bronze                                                             |
| Halbfliegengewicht (bis 48 kg)  | Schamil Sabirow Sowjetunion   | Dietmar Geilich DDR               | András Rózsa Ungarn Georgi Georgiew Bulgarien                      |
| Fliegengewicht (bis 51 kg)      | Henryk Średnicki Polen        | Daniel Radu Rumänien              | Alexander Dugarow Sowjetunion Frank Kegebein DDR                   |
| Bantamgewicht (bis 54 kg)       | Nikolai Chrapzow Sowjetunion  | Dimitar Pechliwanow Bulgarien     | Philippe Sutcliffe Irland Georg Vlachos BR Deutschland             |
| Federgewicht (bis 57 kg)        | Wiktor Rybakow Sowjetunion    | Tschatscho Andrejkowski Bulgarien | Kazimierz Przybylski Polen Carlo Russolillo Italien                |
| Leichtgewicht (bis 60 kg)       | Wiktor Demjanenko Sowjetunion | René Weller BR Deutschland        | Richard Nowakowski DDR Dragomir Ilie Rumänien                      |
| Halbweltergewicht (bis 64 kg)   | Serik Qonaqbajew Sowjetunion  | Patrizio Oliva Italien            | Karl-Heinz Krüger DDR Carol Hajnal Rumänien                        |
| Weltergewicht (bis 67 kg)       | Ernst Müller BR Deutschland   | Sreten Mirković Jugoslawien       | Kalevi Kosunen Finnland Ion Budusan Rumänien                       |
| Halbmittelgewicht (bis 71 kg)   | Miodrag Perunović Jugoslawien | Wiktor Sawtschenko Sowjetunion    | Markus Intlekofer BR Deutschland Rostislav Osička Tschechoslowakei |
| Mittelgewicht (bis 75 kg)       | Tarmo Uusivirta Finnland      | Valentin Silaghi Rumänien         | Manfred Gebauer DDR László Pem Ungarn                              |
| Halbschwergewicht (bis 81 kg)   | Albert Nikoljan Sowjetunion   | Tadija Kačar Jugoslawien          | Paweł Skrzecz Polen Giorgica Donici Rumänien                       |
| Schwergewicht (bis 91 kg)       | Jewgeni Gorstkow Sowjetunion  | Werner Kohnert DDR                | Ion Cernat Rumänien Roger Andersson Schweden                       |
| Superschwergewicht (über 91 kg) | Peter Hussing BR Deutschland  | Ferenc Somodi Ungarn              | Jürgen Fanghänel DDR Choren Indschjan Sowjetunion                  |

## Medaillenspiegel
| Rang | Land                            | Gold | Silber | Bronze | Gesamt |
| ---- | ------------------------------- | ---- | ------ | ------ | ------ |
| 01   | Sowjetunion                     | 7    | 1      | 2      | 10     |
| 02   | BR Deutschland                  | 2    | 1      | 2      | 05     |
| 03   | Jugoslawien                     | 1    | 2      | –      | 03     |
| 04   | Polen                           | 1    | –      | 2      | 03     |
| 05   | Finnland                        | 1    | –      | 1      | 02     |
| 06   | Deutsche Demokratische Republik | –    | 2      | 5      | 07     |
| 07   | Rumänien                        | –    | 2      | 5      | 07     |
| 08   | Bulgarien                       | –    | 2      | 1      | 03     |
| 09   | Ungarn                          | –    | 1      | 2      | 03     |
| 10   | Italien                         | –    | 1      | 1      | 02     |
| 11   | Irland                          | –    | –      | 1      | 01     |
| 11   | Tschechoslowakei                | –    | –      | 1      | 01     |
| 11   | Schweden                        | –    | –      | 1      | 01     |
|      | Gesamt                          | 12   | 12     | 24     | 48     |